# Wohnhausgruppe Goebenstraße

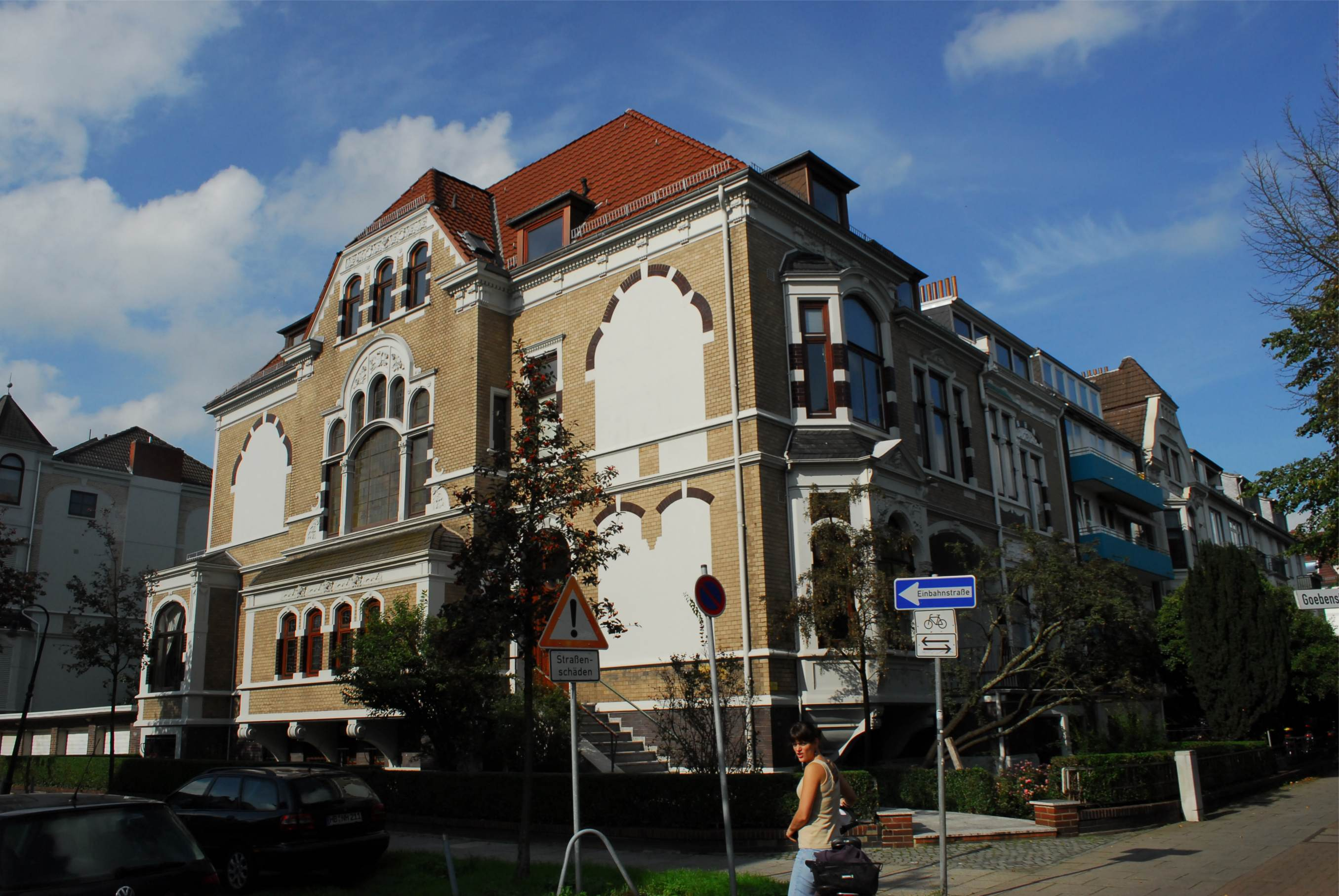
Parkallee 32/Goebenstraße

Die Wohnhausgruppe Goebenstraße in Bremen, Stadtteil Schwachhausen, Ortsteil Barkhof, Goebenstraße 1–32/Parkallee 30/32, entstand 1902 nach Plänen von Wilhelm Blanke. Diese Gebäudegruppe steht seit 1973 unter Bremer Denkmalschutz.
Die kurze Goebenstraße führt von der Parkallee bis zur Hermann-Böse-Straße. Sie wurde 1899 als erste Straße im Parkviertel gebaut und benannt nach dem preußischen General August Karl von Goeben (1816–1880).

## Geschichte
Die verputzten, zweigeschossigen Wohnhäuser mit Satteldächern wurden in der Epoche der Jahrhundertwende im Stil des Neoklassizismus für eine bürgerliche Oberschicht erbaut. Der oft gewählte Häusertyp Bremer Haus wurde in Bremen zwischen der Mitte des 19. Jahrhunderts und den 1930er Jahren errichtet. Typisch ist dabei das Souterrain als Tiefparterre, die tiefe Gebäudeform und der seitliche Eingang.
Zum Ensemble gehören die Häuser Wuppesahl, (Nr. 1), Heine, (Nr. 2), Plump (Nr. 3), Fröhlke (Nr. 4), Meyer (Nr. 6), Atermann (Nr. 7), Schulze (Nr. 8), Vogler (Nr. 9), Pappier (Nr. 10), Caesar (Nr. 11), Herlyn (Nr. 11A), Bergmann (Nr. 12), Stumpe, (Nr. 14), Stivarius, (Nr. 15), Wilkens (Nr. 16), Taaks (Nr. 17), Nieland (Nr. 18), Freudenberg (Nr. 22), Fitger (Nr. 24, zugleich Einzeldenkmal), Meyer-Lahusen (Nr. 26), Koch (Nr. 28), Siebers (Nr. 30) und Nielsen, (Nr. 32) sowie in der Parkallee Villa Sowerbutts (Nr. 30, zugleich Einzeldenkmal) und Villa Kulenkamp (Nr. 32, zugleich Einzeldenkmal). Die Häuser Goebenstraße 5 und 20 sind Bestandteile ohne eigenen Denkmalwert.
Das zweigeschossige Haus Wuppesahl, Goebenstraße 1, mit einem dreigeschossigen Turmercker, wurde nach Plänen von Wilhelm Blanke 1901 für den Kaufmann Carl Wuppesahl gebaut; die Familie besaß das Haus nur bis 1912. Danach war das Haus im Besitz der Familie Merkel, die es 1925 erweiterte. Das Hochparterre des 1945 beschädigten Hauses wurde bis 1958 an die Firma Louis Delius & Co. vermietet. 1987 wurde durch den Architekten Hans Budde das Haus umgebaut und in drei separate Einheiten gegliedert. Es  beherbergte u. a. das Konsulat von Kolumbien.
Aktuell (2017) werden die Häuser weiterhin weitgehend für Wohnzwecke genutzt sowie auch als Praxen und für Bürozwecke.

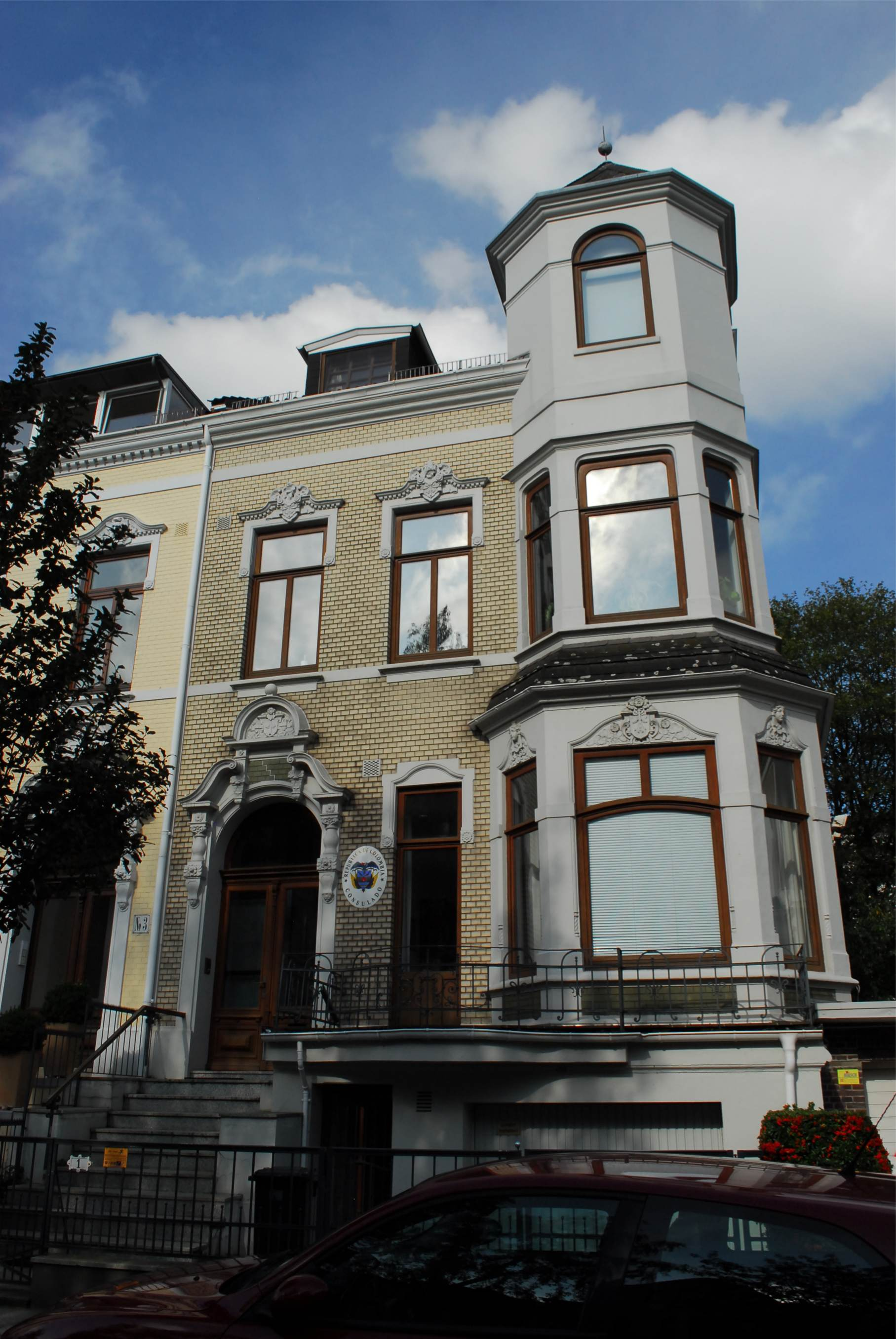
Nr. 1
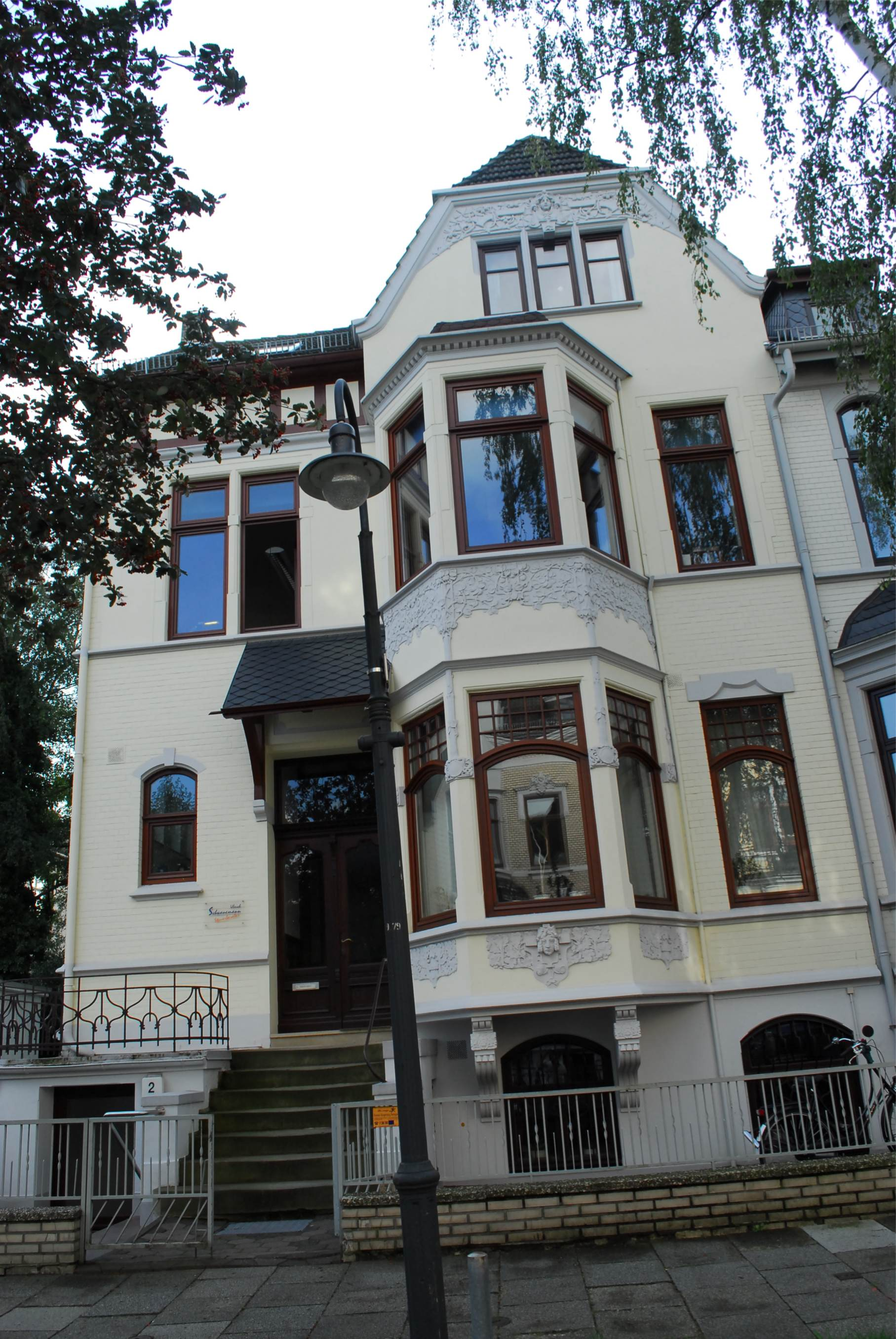
Nr. 2
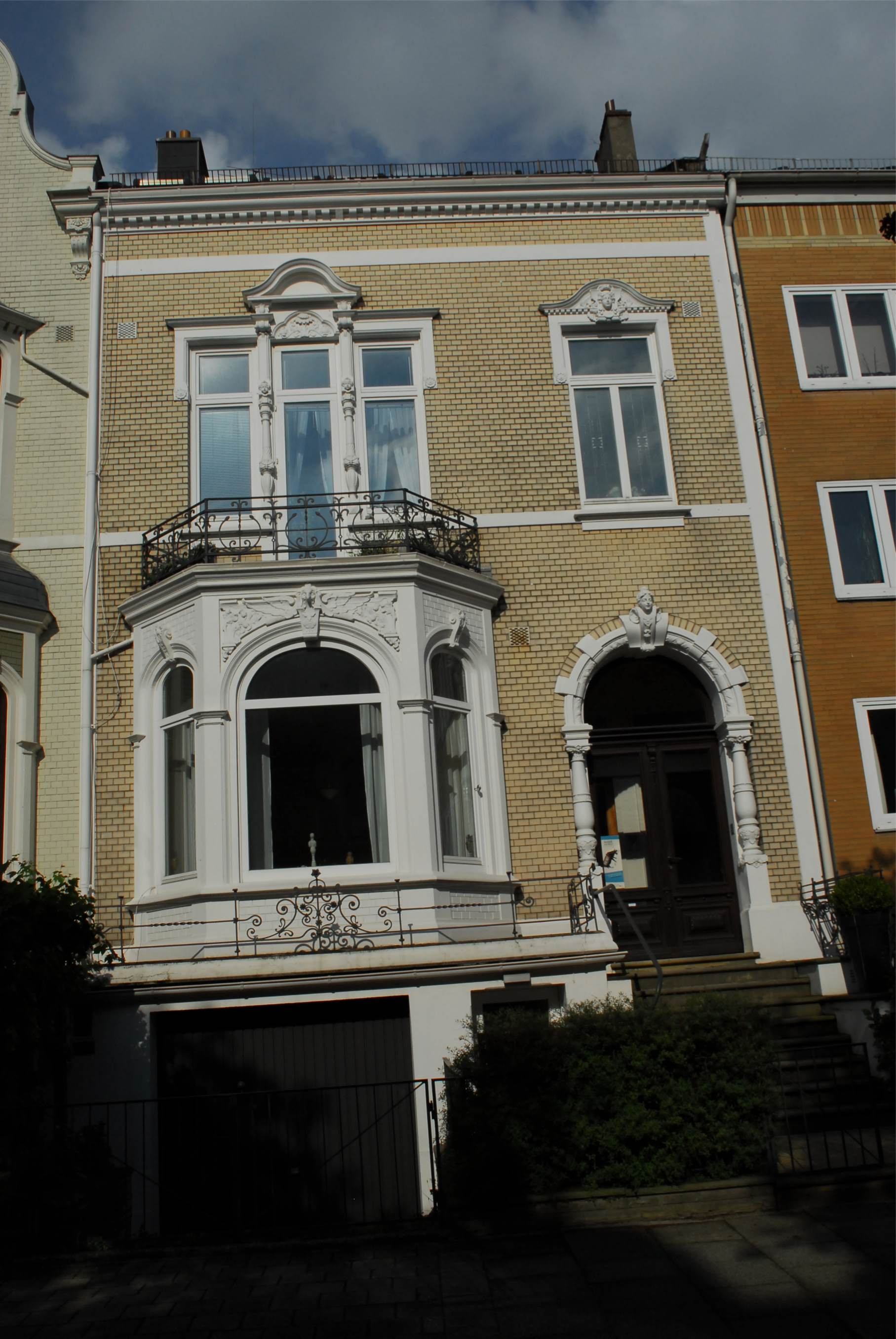
Nr. 7
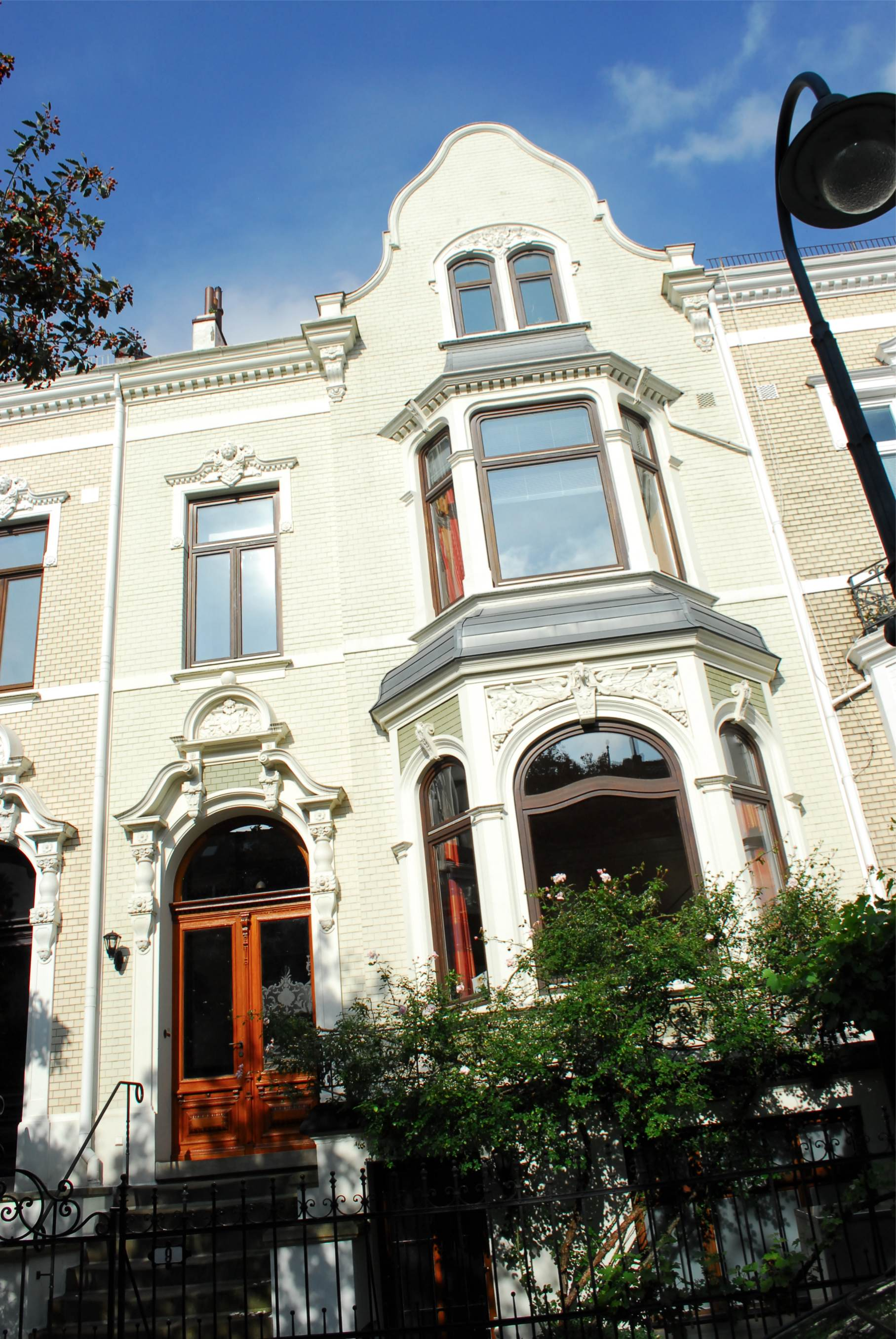
Nr. 9
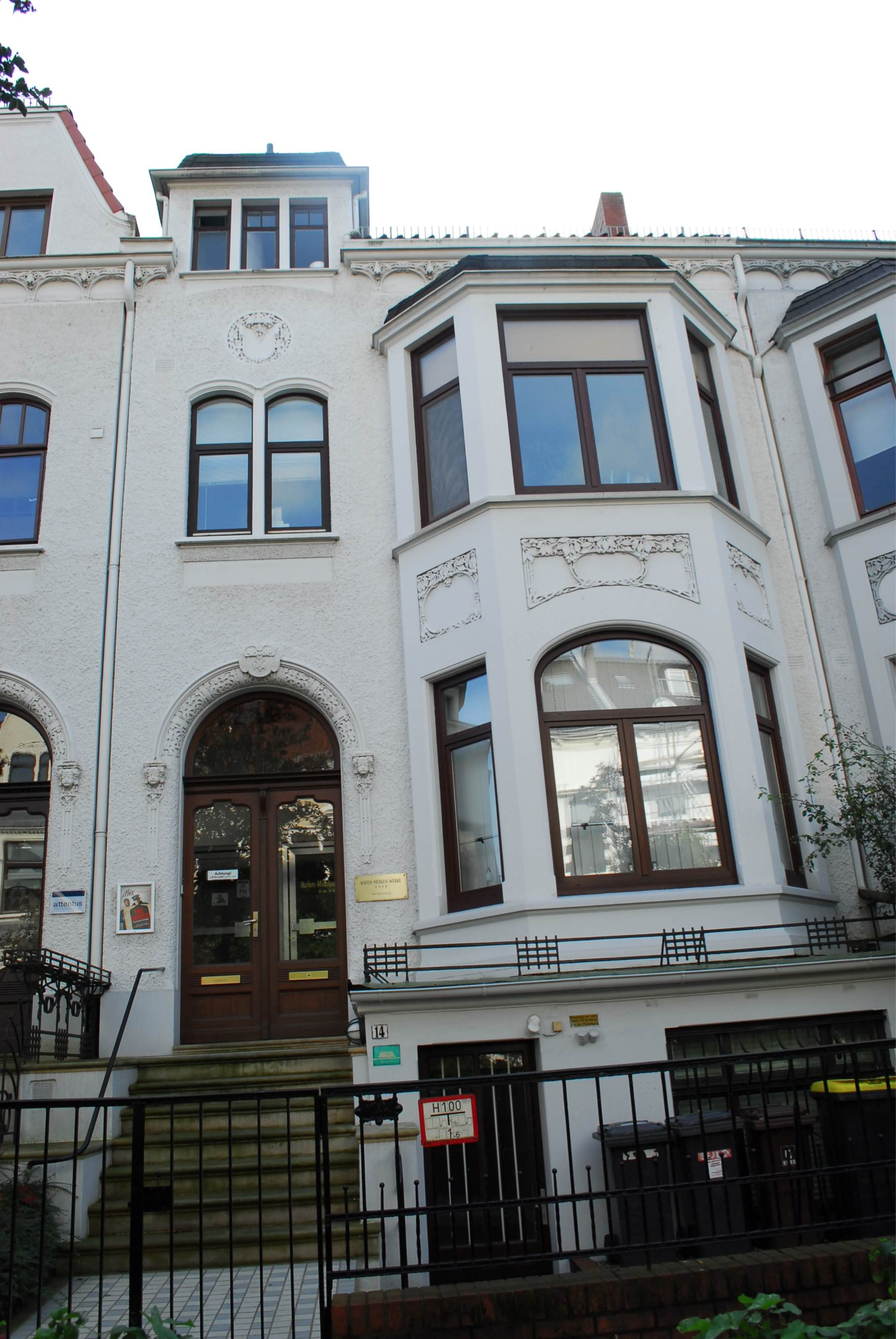
Nr. 14
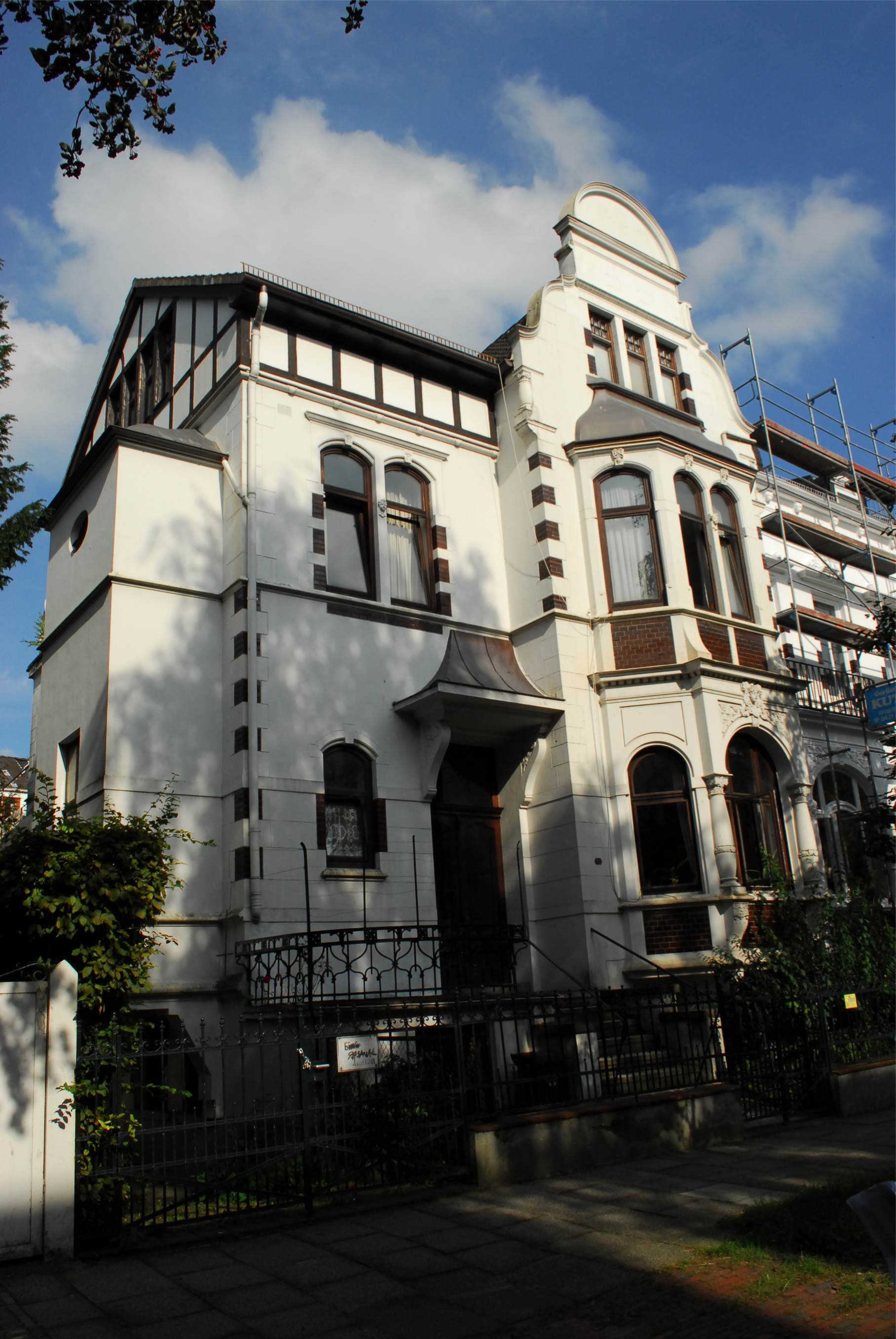
Nr. 17
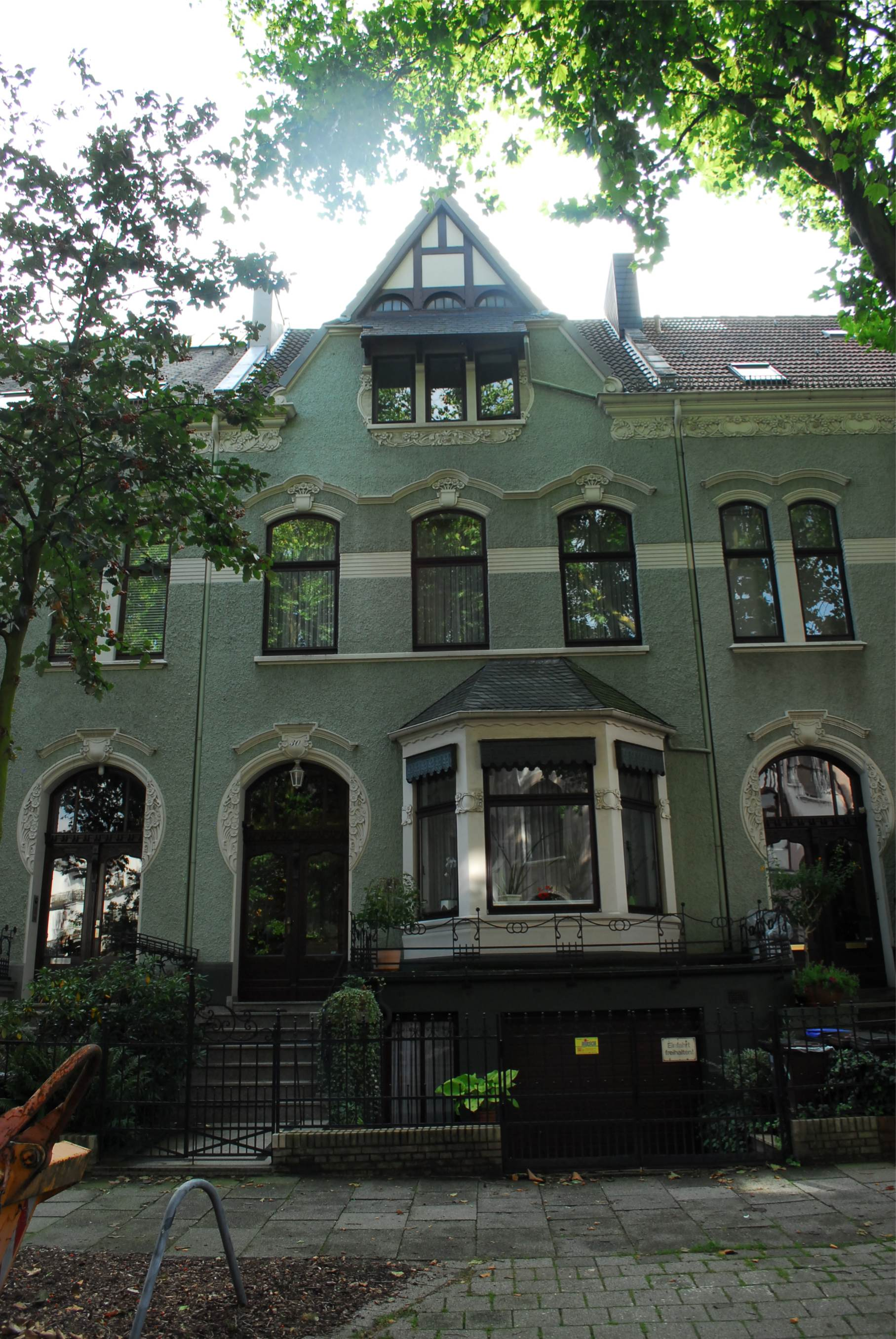
Nr. 30
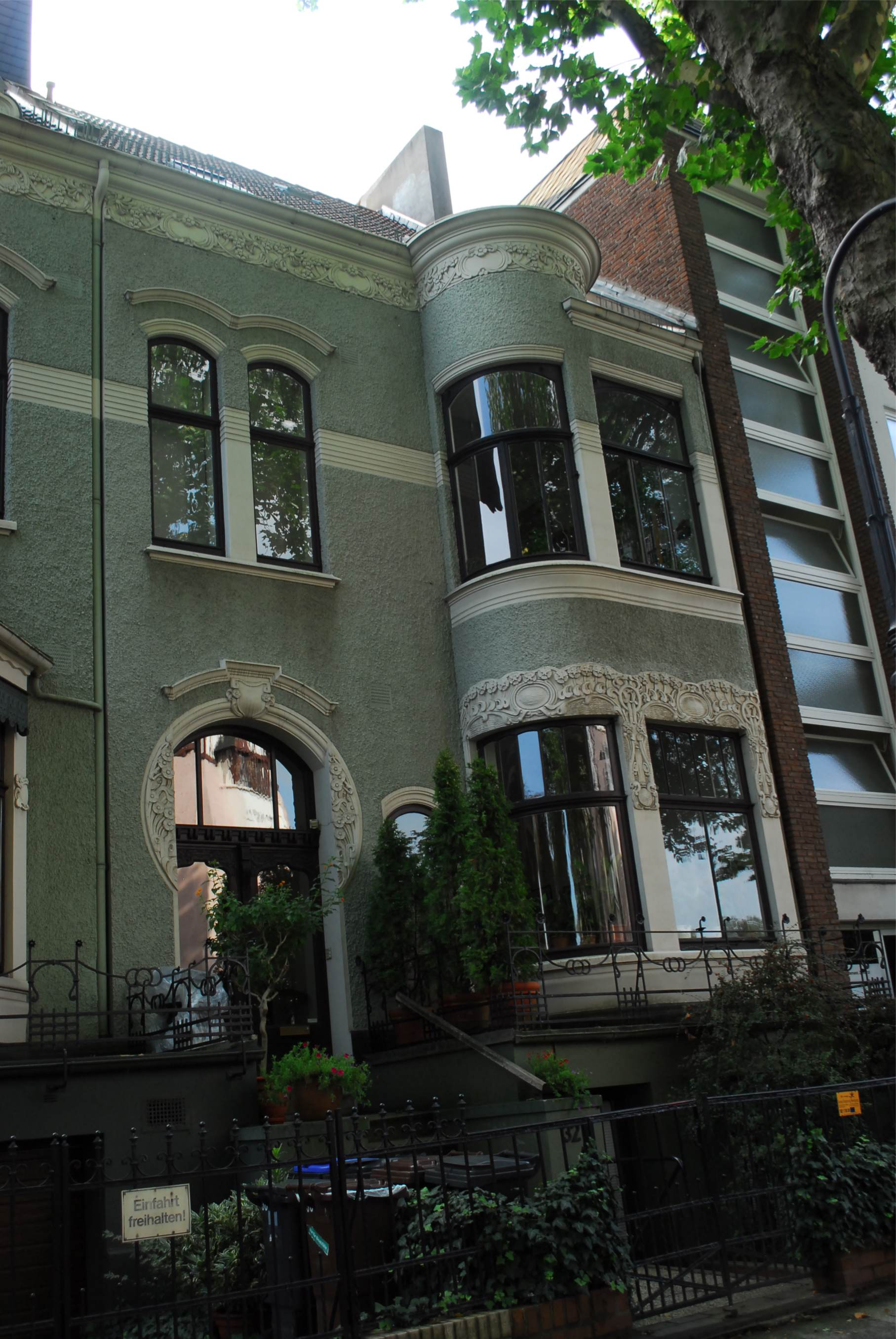
Nr. 32